# Жанажол (Мартуцький район)
Жанажо́л (каз. Жаңажол) — село у складі Мартуцького району Актюбінської області Казахстану. Входить до складу Аккудицького сільського округу.
До 2009 року село називалось Рибаковка.
Населення — 64 особи (2021; 187 у 2009, 360 у 1999, 458 у 1989).